# Dhiyazan bin Haitham Al-Saïd
Theyazin bin Haitham Al Said, Theyazin bin Haitham Al Said ou Dhi Yazan  bin Haitham Al-Saïd (em árabe: ذي يزن بن هيثم آل سعيد; Mascate, 21 de agosto de 1990) é o filho mais velho do sultão Haitham bin Tariq e, portanto, seu herdeiro aparente. Ele é também Ministro da Cultura, Juventude e Desportos do país.
É casado desde novembro de 2021 com sua prima Meyyan bint Shihab Al Said.

## Biografia
Theyazin (pronuncia-se Dhi-Yazan) é o filho mais velho do atual sultão de Omã, Haitham bin Tariq. Sua mãe é Ahad bint Abdullah bin Hamad Al Busaidiyah, primeira-dama de Omã. Ele tem um irmão e duas irmãs.
Graduado como bacharel em ciências políticas pela Universidade de Oxford, "é conhecido por ser um anglófilo, de voz doce e contemplativa, segundo Bader Al-Saif, professor adjunto de História na Universidade do Kuwait", escreveu a Isto É.

### Casamento
Em novembro de 2021, em Mascate, casou-se com Meyyan bint Shihab Al Said, sua prima tanto por parte de pai quanto de mãe.  
Meyyan é filha de Shihab bin Tariq, irmão do atual sultão, e Rawdah bint Abdullah bin Hamad Al Busaidiyah, irmã da esposa do sultão.

## Funções oficiais
Theyazin é Ministro da Cultura, Esportes e Juventude desde 18 de agosto de 2020. Anteriormente, entre 2013 e 2020, trabalhou na Embaixada de Omã em Londres, incorporado ao Ministério das Relações Exteriores.

### Príncipe herdeiro
Em 11 de janeiro de 2021, numa ação sem precedentes, que a Isto É chamou de "algo incomum para este país" e a revista Hola de "feito de grande importância nacional", o sultão Haitham anunciou o nome de seu sucessor, alterando a Lei Fundamental.
"Aos 30 anos, em virtude de um decreto recente, ele é o primeiro príncipe herdeiro da história moderna de Omã, onde as regras de sucessão estavam impregnadas de incerteza e envolviam negociações dentro da família reinante. Nas redes sociais, muitos omanis, especialmente os jovens, receberam com satisfação sua nomeação como 'sultão herdeiro'", escreveu a Isto É também.
Lei Fundamental
Se antes a sucessão se dava por desejo do sultão anterior e o nome só era revelado após sua morte, quando um envelope deixado pelo falecido era aberto - e o nome indicado ainda precisava da aprovação por um Conselho - a nova Lei Fundamental, segundo a revista Hola, estabeleceu que: 
- a sucessão passará a ser hereditária, do sultão para seu filho primogênito, depois para o filho primogênito deste e assim sucessivamente. Somente se o sultão não tiver filhos homens, o designado será seu irmão maior, e no caso deste já ter falecido, para o filho do irmão maior. No caso do sultão não ter filhos e nem irmãos, o próximo na linha sucessória será seu tio mais velho;[2]
- haverá um Conselho de Guardiães, que será nomeado pelo sultão reinante e que assumirá a regência em caso do herdeiro ser menor de 21 anos quando o sultão falecer;